# Список населённых пунктов Усвятского района

## Городские населённые пункты
- Посёлок городского типа (рабочий посёлок) Усвяты —  3607 человек (XII. 2000 г.)[1], 3148 человек (X. 2002 г.), 2961 человек (X. 2010 г.)[2], 2804 человека (I. 2013 г.)[3] —  городское поселение «Усвяты».

## Сельские населённые пункты
Ниже представлен сортируемый (по столбцам) список сельских населённых пунктов Усвятского района Псковской области, распределённых по муниципальным образованиям (сельским поселениям— волостям) с оценками численности населения сельских населённых пунктов на конец 2000 года и по переписи населения 2002 года.
| #   | #  | деревня          | 2000 г., чел. | 2002 г., чел. | волость                | волость (2005-2010)    | волость (2010-2015)    |
| --- | -- | ---------------- | ------------- | ------------- | ---------------------- | ---------------------- | ---------------------- |
| 1   | 1  | Авсейково        | 8             | 4             | Усвятская волость      | Усвятская волость      | Усвятская волость      |
| 2   | 2  | Авсюхово         | 3             | 0             | Усвятская волость      | Чеснорская волость     | Усвятская волость      |
| 3   | 3  | Алексеевка       | 11            | 4             | Усвятская волость      | Усвятская волость      | Усвятская волость      |
| 4   | 4  | Альшуты          | 6             | 0             | Усвятская волость      | Усвятская волость      | Усвятская волость      |
| 5   | 5  | Антропово        | 88            | 97            | Усвятская волость      | Усвятская волость      | Усвятская волость      |
| 6   | 6  | Асмоловичи       | 1             | 0             | Усвятская волость      | Чеснорская волость     | Усвятская волость      |
| 7   | 7  | Березовка        | 44            | 26            | Усвятская волость      | Калошинская волость    | Калошинская волость    |
| 8   | 8  | Боброво          | 8             | 7             | Усвятская волость      | Усвятская волость      | Усвятская волость      |
| 9   | 9  | Большой Городец  | 12            | 8             | Усвятская волость      | Калошинская волость    | Калошинская волость    |
| 10  | 10 | Бондарево        | 43            | 36            | Усвятская волость      | Чеснорская волость     | Усвятская волость      |
| 11  | 11 | Бор              | 91            | 69            | Усвятская волость      | Усвятская волость      | Усвятская волость      |
| 12  | 12 | Борновалово      | 57            | 43            | Усвятская волость      | Усвятская волость      | Усвятская волость      |
| 13  | 13 | Боровица         | 70            | 48            | Усвятская волость      | Калошинская волость    | Калошинская волость    |
| 14  | 14 | Бруи             | 11            | 14            | Усвятская волость      | Усвятская волость      | Усвятская волость      |
| 15  | 15 | Василевские Нивы | 12            | 11            | Усвятская волость      | Усвятская волость      | Усвятская волость      |
| 16  | 16 | Гривы            | 7             | 3             | Усвятская волость      | Чеснорская волость     | Усвятская волость      |
| 17  | 17 | Дрозды           | 77            | 48            | Усвятская волость      | Чеснорская волость     | Усвятская волость      |
| 18  | 18 | Есипово          | 0             | 0             | Усвятская волость      | Калошинская волость    | Калошинская волость    |
| 19  | 19 | Жабино           | 21            | 12            | Усвятская волость      | Усвятская волость      | Усвятская волость      |
| 20  | 20 | Заболонье        | 3             | 4             | Усвятская волость      | Калошинская волость    | Калошинская волость    |
| 21  | 21 | Заднее Село      | 6             | 0             | Усвятская волость      | Калошинская волость    | Калошинская волость    |
| 22  | 22 | Заселок          | 4             | 3             | Усвятская волость      | Калошинская волость    | Калошинская волость    |
| 23  | 23 | Захарки          | 16            | 21            | Усвятская волость      | Усвятская волость      | Усвятская волость      |
| 24  | 24 | Зеваки           | 0             | 0             | Усвятская волость      | Калошинская волость    | Калошинская волость    |
| 25  | 25 | Ильино           | 13            | 11            | Усвятская волость      | Усвятская волость      | Усвятская волость      |
| 26  | 26 | Калошино         | 9             | 6             | Усвятская волость      | Калошинская волость    | Калошинская волость    |
| 27  | 27 | Каменный Городец | 8             | 4             | Усвятская волость      | Калошинская волость    | Калошинская волость    |
| 28  | 28 | Капустино        | 6             | 5             | Усвятская волость      | Усвятская волость      | Усвятская волость      |
| 29  | 29 | Каревино         | 5             | 1             | Усвятская волость      | Калошинская волость    | Калошинская волость    |
| 30  | 30 | Карпекино        | 49            | 42            | Усвятская волость      | Чеснорская волость     | Усвятская волость      |
| 31  | 31 | Кивалы           | 25            | 22            | Усвятская волость      | Усвятская волость      | Усвятская волость      |
| 32  | 32 | Клинково         | 2             | 1             | Усвятская волость      | Усвятская волость      | Усвятская волость      |
| 33  | 33 | Кляжи            | 8             | 13            | Усвятская волость      | Усвятская волость      | Усвятская волость      |
| 34  | 34 | Когтево          | 5             | 3             | Усвятская волость      | Калошинская волость    | Калошинская волость    |
| 35  | 35 | Коровница        | 9             | 4             | Усвятская волость      | Усвятская волость      | Усвятская волость      |
| 36  | 36 | Кошкино          | 46            | 30            | Усвятская волость      | Усвятская волость      | Усвятская волость      |
| 37  | 37 | Кузьмино         | 11            | 11            | Усвятская волость      | Калошинская волость    | Калошинская волость    |
| 38  | 38 | Лобани           | 24            | 23            | Усвятская волость      | Чеснорская волость     | Усвятская волость      |
| 39  | 39 | Лукашенки        | 43            | 49            | Усвятская волость      | Чеснорская волость     | Усвятская волость      |
| 40  | 40 | Лукаши           | 1             | 0             | Усвятская волость      | Калошинская волость    | Калошинская волость    |
| 41  | 41 | Лысая Гора       | 10            | 7             | Усвятская волость      | Калошинская волость    | Калошинская волость    |
| 42  | 42 | Люшково          | 9             | 13            | Усвятская волость      | Усвятская волость      | Усвятская волость      |
| 43  | 43 | Мельны           | 21            | 15            | Усвятская волость      | Калошинская волость    | Калошинская волость    |
| 44  | 44 | Молитвино        | 22            | 20            | Усвятская волость      | Чеснорская волость     | Усвятская волость      |
| 45  | 45 | Мыший Бор        | 8             | 4             | Усвятская волость      | Чеснорская волость     | Усвятская волость      |
| 46  | 46 | Мышкино          | 5             | 5             | Усвятская волость      | Калошинская волость    | Калошинская волость    |
| 47  | 47 | Несьпо           | 1             | 2             | Усвятская волость      | Калошинская волость    | Калошинская волость    |
| 48  | 48 | Новая            | 17            | 39            | Усвятская волость      | Калошинская волость    | Калошинская волость    |
| 49  | 49 | Новая Деревня    | 52            | 46            | Усвятская волость      | Усвятская волость      | Усвятская волость      |
| 50  | 50 | Пахомовичи       | 0             | 0             | Усвятская волость      | Усвятская волость      | Усвятская волость      |
| 51  | 51 | Пестюхино        | 11            | 7             | Усвятская волость      | Калошинская волость    | Калошинская волость    |
| 52  | 52 | Пожары           | 7             | 21            | Усвятская волость      | Усвятская волость      | Усвятская волость      |
| 53  | 53 | Пралище          | 4             | 5             | Усвятская волость      | Калошинская волость    | Калошинская волость    |
| 54  | 54 | Пристань         | 5             | 1             | Усвятская волость      | Чеснорская волость     | Усвятская волость      |
| 55  | 55 | Пруд             | 40            | 40            | Усвятская волость      | Усвятская волость      | Усвятская волость      |
| 56  | 56 | Прудище          | 39            | 27            | Усвятская волость      | Усвятская волость      | Усвятская волость      |
| 57  | 57 | Пыси             | 1             | 0             | Усвятская волость      | Калошинская волость    | Калошинская волость    |
| 58  | 58 | Рудня            | 16            | 14            | Усвятская волость      | Калошинская волость    | Калошинская волость    |
| 59  | 59 | Рыбаковы Нивы    | 22            | 20            | Усвятская волость      | Усвятская волость      | Усвятская волость      |
| 60  | 60 | Рындино          | 15            | 14            | Усвятская волость      | Усвятская волость      | Усвятская волость      |
| 61  | 61 | Северики         | 15            | 153           | Усвятская волость      | Калошинская волость    | Калошинская волость    |
| 62  | 62 | Смолино          | 8             | 0             | Усвятская волость      | Усвятская волость      | Усвятская волость      |
| 63  | 63 | Стеревнево       | 21            | 164           | Усвятская волость      | Калошинская волость    | Калошинская волость    |
| 64  | 64 | Стыкино          |               | 0             | Усвятская волость      | Усвятская волость      | Усвятская волость      |
| 65  | 65 | Тарасово         | 25            | 19            | Усвятская волость      | Чеснорская волость     | Усвятская волость      |
| 66  | 66 | Терасы           | 16            | 23            | Усвятская волость      | Усвятская волость      | Усвятская волость      |
| 67  | 67 | Удвяты           | 136           | 141           | Усвятская волость      | Усвятская волость      | Усвятская волость      |
| 68  | 68 | Ужани            | 2             | 0             | Усвятская волость      | Усвятская волость      | Усвятская волость      |
| 69  | 69 | Узкое            | 171           | 176           | Усвятская волость      | Усвятская волость      | Усвятская волость      |
| 70  | 70 | Усвятские Нивы   |               | 0             | Усвятская волость      | Усвятская волость      | Усвятская волость      |
| 71  | 71 | Хлевище          | 0             | 0             | Усвятская волость      | Калошинская волость    | Калошинская волость    |
| 72  | 72 | Хмелище          | 25            | 19            | Усвятская волость      | Калошинская волость    | Калошинская волость    |
| 73  | 73 | Цыганковы Нивы   | 57            | 47            | Усвятская волость      | Усвятская волость      | Усвятская волость      |
| 74  | 74 | Чеснорье         | 49            | 36            | Усвятская волость      | Чеснорская волость     | Усвятская волость      |
| 75  | 75 | Чурилово         | 158           | 161           | Усвятская волость      | Усвятская волость      | Усвятская волость      |
| 76  | 76 | Шарлоты          | 2             | 0             | Усвятская волость      | Усвятская волость      | Усвятская волость      |
| 77  | 77 | Шепели           | 0             | 8             | Усвятская волость      | Калошинская волость    | Калошинская волость    |
| 78  | 78 | Шершни           | 214           | 180           | Усвятская волость      | Чеснорская волость     | Усвятская волость      |
| 79  | 79 | Яськи            | 32            | 33            | Усвятская волость      | Усвятская волость      | Усвятская волость      |
| 80  | 1  | Адамово          | 178           | 146           | Церковищенская волость | Церковищенская волость | Церковищенская волость |
| 81  | 2  | Бизюки           | 1             | 0             | Церковищенская волость | Церковищенская волость | Церковищенская волость |
| 82  | 3  | Глазуново        | 291           | 246           | Церковищенская волость | Церковищенская волость | Церковищенская волость |
| 83  | 4  | Горки            | 3             | 0             | Церковищенская волость | Церковищенская волость | Церковищенская волость |
| 84  | 5  | Заголодье        | 62            | 46            | Церковищенская волость | Церковищенская волость | Церковищенская волость |
| 85  | 6  | Иванцево         | 8             | 3             | Церковищенская волость | Церковищенская волость | Церковищенская волость |
| 86  | 7  | Крутелево        | 7             | 3             | Церковищенская волость | Церковищенская волость | Церковищенская волость |
| 87  | 8  | Курьяново        | 8             | 7             | Церковищенская волость | Церковищенская волость | Церковищенская волость |
| 88  | 9  | Ладоги           | 29            | 22            | Церковищенская волость | Церковищенская волость | Церковищенская волость |
| 89  | 10 | Лобачево         | 8             | 6             | Церковищенская волость | Церковищенская волость | Церковищенская волость |
| 90  | 11 | Лобынщина        | 38            | 44            | Церковищенская волость | Церковищенская волость | Церковищенская волость |
| 91  | 12 | Луговино         |               | 0             | Церковищенская волость | Церковищенская волость | Церковищенская волость |
| 92  | 13 | Новгородцево     | 9             | 6             | Церковищенская волость | Церковищенская волость | Церковищенская волость |
| 93  | 14 | Пекарево         | 2             | 0             | Церковищенская волость | Церковищенская волость | Церковищенская волость |
| 94  | 15 | Перелазы         | 1             | 0             | Церковищенская волость | Церковищенская волость | Церковищенская волость |
| 95  | 16 | Помазино         | 2             | 1             | Церковищенская волость | Церковищенская волость | Церковищенская волость |
| 96  | 17 | Поташня          | 16            | 13            | Церковищенская волость | Церковищенская волость | Церковищенская волость |
| 97  | 18 | Пустынники       |               | 0             | Церковищенская волость | Церковищенская волость | Церковищенская волость |
| 98  | 19 | Рагозы           | 32            | 19            | Церковищенская волость | Церковищенская волость | Церковищенская волость |
| 99  | 20 | Рябцево-1        | 13            | 8             | Церковищенская волость | Церковищенская волость | Церковищенская волость |
| 100 | 21 | Рябцево-2        | 1             | 3             | Церковищенская волость | Церковищенская волость | Церковищенская волость |
| 101 | 22 | Савино           | 70            | 63            | Церковищенская волость | Церковищенская волость | Церковищенская волость |
| 102 | 23 | Турное           | 4             | 2             | Церковищенская волость | Церковищенская волость | Церковищенская волость |
| 103 | 24 | Тяпкины Нивы     | 3             | 1             | Церковищенская волость | Церковищенская волость | Церковищенская волость |
| 104 | 25 | Холмы            | 3             | 0             | Церковищенская волость | Церковищенская волость | Церковищенская волость |
| 105 | 26 | Церковище        | 432           | 365           | Церковищенская волость | Церковищенская волость | Церковищенская волость |
| 106 | 27 | Щепуново         | 58            | 43            | Церковищенская волость | Церковищенская волость | Церковищенская волость |
| 107 | 28 | Яковлево         | 28            | 22            | Церковищенская волость | Церковищенская волость | Церковищенская волость |